# 缅甸新光
《缅甸新光》（缅甸语委转写：、IPA：[mjànma̰ álín]）是缅甸政府所有的一款报纸，由缅甸信息部发行，总部在缅甸仰光。

## 概况
1914年，《缅甸新光》发行，原本是一份杂志。它是缅甸发行时间最长的报纸之一。1969年，《缅甸新光》收归国有。1989年，报纸改名《缅甸新光》。《缅甸新光》经常被视为缅甸政府和缅甸国防军的宣传工具，并且刊登了许多有关军方官员的文章。大多数国内新闻文章来自国营的缅甸通讯社，大多数国际文章来自新闻服务机构，特别是路透社，国际文章经过审查之后刊登。